# Gabriela Chmelinová
Gabriela Chmelinová, rodným příjmením Navrátilová, (* 2. června 1976) je bývalá česká profesionální tenistka. Ve své kariéře na okruhu WTA Tour nevyhrála žádný turnaj. V rámci okruhu ITF získala šest titulů ve dvouhře a padesát pět ve čtyřhře.
Na žebříčku WTA byla ve dvouhře nejvýše klasifikována v červnu 2003 na 238. místě a ve čtyřhře pak v červenci 2005 na 32. místě.
V českém fedcupovém týmu neodehrála žádné utkání.

## Tenisová kariéra
V rámci dvouhry hlavních soutěží událostí okruhu ITF debutovala v prosinci 1995 na ostravské akci s dotací 10 tisíc dolarů. Ve druhém kole podlehla Britce Emily Bondové. Premiérový titul v této úrovni tenisu vyhrála již v srpnu 1993, když se Slovenkou Simonou Nedorostovou ovládly deblovou soutěž v německém Bergisch Gladbachu. První singlový triumf získala v červnu 1996 na båstadské antuce, kde ve finále zdolala Švédku Sofii Finerovou.
Na okruhu WTA Tour debutovala na antukovém Warsaw Cup by Heros 2000 z kategorie Tier IV. Na úvod květnového turnaje podlehla v páru s Maštalířovou uzbecko-ukrajinské dvojici Tuljanovová a Zaporožanovová. Z šesti svých deblových finále WTA Tour odešla vždy poražena. V nejkvalitněji obsazeném, na pařížském Open GDF Suez 2007 z kategorie Tier II, uhrála s Vladimírou Uhlířovou pouze dva gamy na zimbabwsko-jihafrický pár Cara Blacková a Liezel Huberová. O dva měsíce později, ve finálové derniéře, prohrála po boku Němky Martiny Müllerové na Gaz de France Budapest Grand Prix 2007, když je v závěrečném boji o titul přehrála dvojice Ágnes Szávayová a Vladimíra Uhlířová.
Debut v hlavní soutěži nejvyšší grandslamové kategorie zaznamenala v ženském deblu US Open 2003. Do turnaje nastoupila s Jihoafričankou Esme De Villiersovou. V úvodním kole nenašly recept na americkou dvojici Bethanie Matteková a Shenay Perryová, když vypadly po výsledku 0–6 a 0–6. Na majoru se nejdále probojovala v ženské čtyřhře Australian Open 2005, kde byly s krajankou Michaelou Paštikovou vyřazeny v semifinále americkými turnajovými patnáctkami Lindsay Davenportovou a Corinou Morariuovou.

## Finále na okruhu WTA Tour
| Legenda                    |
| -------------------------- |
| D – dvouhra; Č – čtyřhra   |
| Grand Slam (0)             |
| WTA Tour Championships (0) |
| Tier I (0)                 |
| Tier II (0–1 Č)            |
| Tier III, IV & V (0–5 Č)   |

### Čtyřhra: 6 (0–6)
| Stav       | č. | datum             | turnaj               | povrch  | spoluhráčka        | soupeřky ve finále                              | výsledek           |
| ---------- | -- | ----------------- | -------------------- | ------- | ------------------ | ----------------------------------------------- | ------------------ |
| Finalistka | 1. | 7. březen 2004    | Acapulco, Mexiko     | antuka  | Olga Blahotová     | Milagros Sequerová Lisa McSheová                | 6–2, 6–7(5–7), 4–6 |
| Finalistka | 2. | 18. duben 2004    | Estoril, Portugalsko | antuka  | Olga Blahotová     | Janette Husárová Emmanuelle Gagliardiová        | 3–6, 2–6           |
| Finalistka | 3. | 15. leden 2005    | Canberra, Austrálie  | tvrdý   | Michaela Paštiková | Tina Križanová Tathiana Garbinová               | 5–7, 6–1, 4–6      |
| Finalistka | 4. | 17. červenec 2005 | Modena, Itálie       | antuka  | Michaela Paštiková | Mervana Jugićová-Salkićová Julia Bejgelzimerová | 2–6, 0–6           |
| Finalistka | 5. | 11. únor 2007     | Paříž, Francie       | koberec | Vladimíra Uhlířová | Liezel Huberová Cara Blacková                   | 2–6, 0–6           |
| Finalistka | 6. | 29. duben 2007    | Budapešť, Maďarsko   | antuka  | Martina Müllerová  | Vladimíra Uhlířová Ágnes Szávayová              | 5–7, 2–6           |

## Finále na okruhu ITF
| 100 000 $ tournaments |
| 75 000 $ tournaments  |
| 50 000 $ tournaments  |
| 25 000 $ tournaments  |
| 15 000 $ tournaments  |
| 10 000 $ tournaments  |

### Dvouhra: 12 (6–6)
| Stav       | č.  | datum              | turnaj               | povrch      | soupeřka ve finále      | výsledek           |
| ---------- | --- | ------------------ | -------------------- | ----------- | ----------------------- | ------------------ |
| Vítězka    | 1.  | 24. června 1996    | Båstad, Švédsko      | antuka      | Sofia Finerová          | 6-3, 6-3           |
| Vítězka    | 2.  | 13. ledna 1997     | Helsinky, Finsko     | tvrdý (h)   | Stephanie Rottierová    | 3–6, 6–4, 2–2skreč |
| Finalistka | 3.  | 12. ledna 1998     | Reykjavík, Island    | koberec (h) | Karolina Jagieniaková   | 6–7(1–7), 0–6      |
| Vítězka    | 4.  | 22. června 1998    | Båstad, Švédsko      | antuka      | Maria Perssonová        | 6–2, 7–6(7–4)      |
| Vítězka    | 5.  | 19. července 1999  | Brusel, Belgie       | antuka      | Eszter Molnárová        | 7–5, 6–0           |
| Vítězka    | 6.  | 31. ledna 2000     | Mallorca, Španělsko  | antuka      | Paula Garcíaová         | 6–1, 2–6, 6–3      |
| Finalistka | 7.  | 31. července 2000  | Toruň, Polsko        | antuka      | Zuzana Ondrášková       | 0–6, 4–6           |
| Finalistka | 8.  | 18. září 2000      | Makarska, Chorvatsko | antuka      | Mervana Jugić-Salkićová | 4–6, 2–6           |
| Vítězka    | 9.  | 14. října 2001     | Makarska, Chorvatsko | antuka      | Dominika Luzarová       | 5–7, 6–3, 7–5      |
| Finalistka | 10. | 9. září 2002       | Prešov, Slovensko    | antuka      | Dominika Nociarová      | 3–6, 5–7           |
| Finalistka | 11. | 15. září 2002      | Tbilisi, Gruzie      | antuka      | Katarina Mišićová       | 6–3, 3–6, 1–6      |
| Finalistka | 12. | 11. listopadu 2002 | Puebla, Mexiko       | tvrdý       | Olga Vymetálková        | 1–6, 6–4, 6–7(3–7) |

### Čtyřhra (55 titulů)
| č.  | datum              | turnaj                         | povrch      | spoluhráčka             | poražené finalistky                                 | výsledek               |
| --- | ------------------ | ------------------------------ | ----------- | ----------------------- | --------------------------------------------------- | ---------------------- |
| 1.  | 28. srpna 1995     | Massa, Itálie                  | antuka      | Sabina Raděvičová       | Ingrid Kurtová Martine Vossebergová                 | 6–2, 6–4               |
| 2.  | 18. září 1995      | Kluž, Rumunsko                 | antuka      | Sabina Raděvičová       | Olga Vymetálková Alena Havrlíková                   | 6–3, 3–6, 6–2          |
| 3.  | 19. srpna 1996     | Valašské Meziříčí, Česko       | antuka      | Sabina Raděvičová       | Zuzana Váleková Ľudmila Cervanová                   | 4-6, 6-4, 6-4          |
| 4.  | 13. ledna 1997     | Helsinky, Finsko               | tvrdý (h)   | Olga Vymetálková        | Maaike Koutstaalová Anna Linkovová                  | 6–2, 6–1               |
| 5.  | 16. června 1997    | Doksy, Česko                   | antuka      | Jana Macurová           | Kateřina Kroupová-Šišková Jana Ondrouchová          | 6–2, 6–2               |
| 6.  | 2. února 1998      | Istanbul, Turecko              | koberec (h) | Adrienn Hegedűsová      | Olga Vymetálková Hana Šromová                       | 6–4, 4–6, 6–2          |
| 7.  | 22. února 1999     | Faro, Portugalsko              | tvrdý       | Olga Vymetálková        | Marina Escobarová Debby Haaková                     | 6–2, 3–6, 6–4          |
| 8.  | 1. března 1999     | Albufeira, Portugalsko         | tvrdý       | Olga Vymetálková        | Nino Luarsabišviliová Kristina Triska               | 6–3, 6–2               |
| 9.  | 5. dubna 1999      | Makarska, Chorvatsko           | antuka      | Olga Vymetálková        | Gréta Arnová Petra Mandulaová                       | 0–6, 6–3, 7–6(7–3)     |
| 10. | 7. června 1999     | Doksy, Česko                   | antuka      | Milena Nekvapilová      | Rochelle Rosenfieldová Anna Bieleń-Żarská           | 2–6, 6–3, 6–4          |
| 11. | 19. července 1999  | Brusel, Belgie                 | antuka      | Olga Vymetálková        | Andrea Šebová Silvia Uríčková                       | 6–3, 6–0               |
| 12. | 2. srpna 1999      | Toruň, Polsko                  | antuka      | Petra Kučová            | Patrycja Bandurowská Vanesa Krauthová               | 6–4, 6–3               |
| 13. | 16. srpna 1999     | Valašské Meziříčí, Česko       | antuka      | Petra Raclavská         | Libuše Průšová Anna Bieleń-Żarská                   | 7–5 2–6 6–3            |
| 14. | 27. srpna 1999     | Fiumicino, Itálie              | antuka      | Olga Vymetálková        | Stefanie Haidnerová Katalin Miskolcziová            | 6–3, 6–3               |
| 15. | 11. října 1999     | Plzeň, Česko                   | antuka      | Olga Vymetálková        | Alena Paulenková Magdaléna Zděnovcová               | 6–1, 6–2               |
| 16. | 8. listopadu 1999  | Stupava, Slovensko             | tvrdý (h)   | Hana Šromová            | Alena Paulenková Radka Zrubáková                    | 6-1, 6-0               |
| 17. | 15. listopadu 1999 | Schlieren, Švýcarsko           | koberec (h) | Olga Vymetálková        | Hana Šromová Helena Vildová                         | 6–2, 4–6, 7–5          |
| 18. | 22. listopadu 1999 | Mallorca, Španělsko            | antuka      | Petra Raclavská         | Patricia Aznarová Yolanda Clemotová                 | 6–0, 6–3               |
| 19. | 29. listopadu 1999 | Mallorca, Španělsko            | antuka      | Petra Raclavská         | Beatriz Cabrera Rosendová Helena Ejesonová          | 6–0, 7–5               |
| 20. | 7. února 2000      | Mallorca, Španělsko            | antuka      | Jana Macurová           | Alena Paulenková Andrea Šebová                      | 6–2, 6–1               |
| 21. | 13. března 2000    | Lisabon, Portugalsko           | antuka      | Olga Vymetálková        | Jekatěrina Kožokinová Marina Samojlenková           | 6–1, 6–0               |
| 22. | 27. listopadu 2000 | Mallorca, Španělsko            | antuka      | Lenka Novotná           | Erica Krauthová Vanesa Krauthová                    | 4–1, 4–2, 5–3          |
| 23. | 11. prosince 2000  | Mallorca, Španělsko            | antuka      | Olga Vymetálková        | Iveta Benešová Lenka Novotná                        | 5–3, 2–4 0–4, 4–1, 4–2 |
| 24. | 12. února 2001     | Faro, Portugalsko              | tvrdý       | Olga Vymetálková        | Daniela Klemenschitsová Sandra Klemenschitsová      | 6–0, 6–2               |
| 25. | 2. dubna 2001      | Makarska, Chorvatsko           | antuka      | Petra Raclavská         | Zuzana Hejdová Mervana Jugić-Salkićová              | 1–6, 6–2, 6–3          |
| 26. | 16. dubna 2001     | Hvar, Chorvatsko               | antuka      | Petra Raclavská         | Natasha Galouzová Lotty Seelenová                   | 3–6, 6–1, 6–3          |
| 27. | 30. dubna 2001     | Nitra, Slovensko               | antuka      | Petra Raclavská         | Kristina Michaláková Katarína Kachlíková            | 6–4, 6–0               |
| 28. | 21. srpna 2001     | Maribor, Slovinsko             | antuka      | Olga Vymetálková        | Katarina Mišićová Mariam Ramon Climentová           | 6–2, 6–2               |
| 29. | 1. října 2001      | Plzeň, Česko                   | antuka      | Olga Vymetálková        | Daniela Klemenschitsová Sandra Klemenschitsová      | 6–2, 6–3               |
| 30. | 8. října 2001      | Makarska, Chorvatsko           | antuka      | Dominika Luzarová       | Lenka Novotná Pavlina Ticha                         | 6–2, 7–5               |
| 31. | 3. prosince 2001   | Praha, Česko                   | koberec (h) | Olga Vymetálková        | Renata Kučerová Zuzana Hejdová                      | 6–2, 6–3               |
| 32. | 17. března 2002    | Cholet, Francie                | antuka      | Caroline Maesová        | Leslie Butkiewiczová Patty Van Ackerová             | 4–1skreč               |
| 33. | 21. května 2002    | Rijeka, Chorvatsko             | antuka      | Dominika Luzarová       | Yvonne Meusburgerová Jenny Ziková                   | 6–3, 3–6, 6–3          |
| 34. | 10. června 2002    | Vaduz, Lichtenštejnsko         | antuka      | Olga Vymetálková        | Jevgenija Savranská Stefanie Weisová                | 7–5, 6–1               |
| 35. | 30. července 2002  | Bad Saulgau, Německo           | antuka      | Blanka Kumbárová        | Jana Macurová Lenka Novotná                         | 6–2, 6–0               |
| 36. | 18. srpna 2002     | Valašské Meziříčí, Česko       | antuka      | Renata Kučerová         | Milena Nekvapilová Hana Šromová                     | 6–4, 6–1               |
| 37. | 2. září 2002       | Denain, Francie                | antuka      | Olga Vymetálková        | Julia Bejgelzimerová Claudine Schaulová             | 6–3, 6–0               |
| 38. | 15. září 2002      | Tbilisi, Gruzie                | antuka      | Eva Birnerová           | Gulnara Fattachetdinovová Marija Kondratěvová       | 6–4, 6–0               |
| 39. | 29. září 2002      | Trenčianske Teplice, Slovensko | antuka      | Jana Macurová           | Milena Nekvapilová Hana Šromová                     | 2–1skreč               |
| 40. | 11. listopadu 2002 | Puebla, Mexiko                 | tvrdý       | Olga Vymetálková        | Jorgelina Craverová Melissa Torres Sandovalová      | 6–1, 4–6, 7–6(7–4)     |
| 41. | 18. listopadu 2002 | Mexico City, Mexiko            | tvrdý       | Olga Vymetálková        | Tina Hergoldová Vanessa Webbová                     | 3–6, 6–3, 6–4          |
| 42. | 7. dubna 2003      | Dinan, Francie                 | antuka (h)  | Michaela Paštiková      | Gulnara Fattachetdinovová Galina Fokinová           | 1–6, 6–2, 6–3          |
| 43. | 21. dubna 2003     | Hvar, Chorvatsko               | antuka (h)  | Jana Macurová           | İpek Şenoğluová Vladimíra Uhlířová                  | 6-4, 3-6, 6-1          |
| 44. | 20. října 2003     | Opolí, Polsko                  | koberec (h) | Olga Vymetálková        | Zuzana Hejdová Hana Šromová                         | 6–4, 6–3               |
| 45. | 2. listopadu 2003  | Bombaj, Indie                  | tvrdý (h)   | Hana Šromová            | Rušmi Čakravárthíová Sai Džajalakšmyjová Jayaramová | 6–1, 6–1               |
| 46. | 26. ledna 2004     | Belfort, Francie               | tvrdý (h)   | Olga Vymetálková        | Kim Kilsdonková Sophie Lefèvreová                   | 6–3, 6–2               |
| 47. | 2. února 2004      | Ortisei, Itálie                | koberec (h) | Olga Vymetálková        | Lubomira Bacheva Angelika Roesch                    | 6–1, 6–3               |
| 48. | 5. července 2004   | Toruň, Polsko                  | antuka      | Kira Nagyová            | Angelique Kerberová Marta Lesniaková                | 6–4, 7–6(7–2)          |
| 49. | 19. července 2004  | Les Contamines, Francie        | tvrdý       | Caroline Dheninová      | Evie Dominikovicová Rita Kuti-Kisová                | 6–4, 6–3               |
| 50. | 26. července 2004  | Modena, Itálie                 | antuka      | Michaela Paštiková      | Lubomira Bačevová Eva Birnerová                     | 6–2, 6–3               |
| 51. | 15. listopadu 2004 | Praha, Česko                   | tvrdý (h)   | Michaela Paštiková      | Lucie Hradecká Sandra Kleinová                      | 6–3, 6–3               |
| 52. | 28. června 2005    | Fano, Itálie                   | antuka      | Michaela Paštiková      | Stefanie Haidnerová Valentina Sulpiziová            | 6–2, 6–0               |
| 53. | 5. prosince 2005   | Přerov, Česko                  | koberec (h) | Lucie Hradecká          | Gréta Arnová Margit Rüütelová                       | 3–6, 6–4, 6–4          |
| 54. | 13. prosince 2005  | Dubaj, SAE                     | tvrdý       | Hana Šromová            | Jekatěrina Makarovová Olga Panovová                 | 7–5, 6–4               |
| 55. | 14. srpna 2006     | Rimini, Itálie                 | antuka      | Mervana Jugić-Salkićová | Jekatěrina Dzegalevičová Jekatěrina Lopesová        | 6–3, 1–6, 6–2          |